# Haiyang

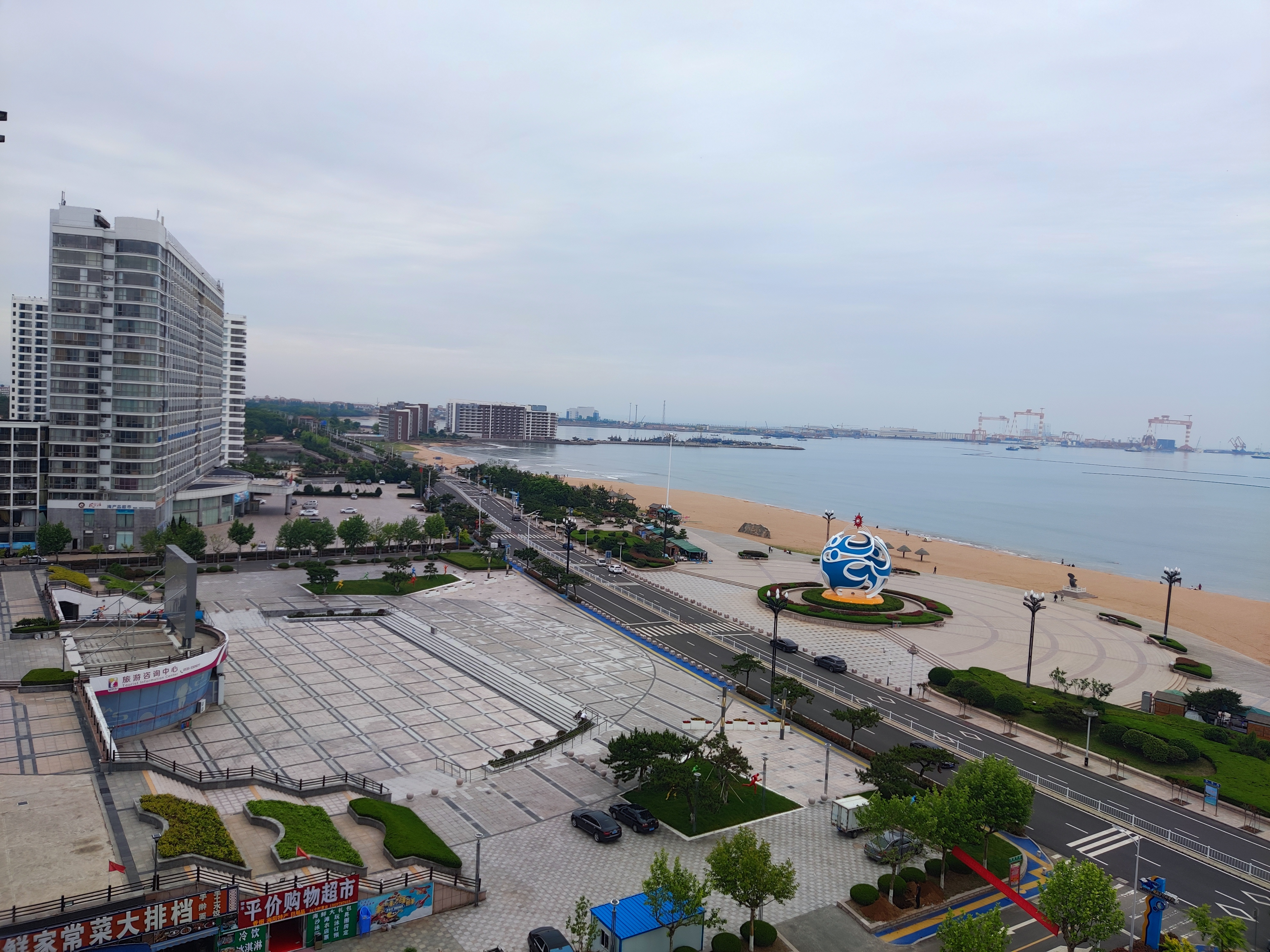
Haiyang (2023)

Haiyang (chinesisch 海阳市, Pinyin Hǎiyáng Shì) ist eine kreisfreie Stadt an der Südküste der ostchinesischen bezirksfreien Stadt Yantai (Provinz Shandong) liegt. Sie hat eine Fläche von 1.887 km² und zählte am 1. November 2010 genau 638.729 Einwohner. Davon waren 244.600 städtische Bevölkerung, also Bewohner von Haiyang selbst und der Verwaltungszentren der umliegenden Großgemeinden.
Die Zuiziqian-Gräberstätte (Zuiziqian muqun 嘴子前墓群) steht seit 2006 auf der Liste der Denkmäler der Volksrepublik China (6-256).

## Geschichte
Während der Zeit der Frühlings- und Herbstannalen (722–476 v. Chr.) und der Zeit der Streitenden Reiche (475–221 v. Chr.) gehörte die Gegend des heutigen Haiyang zum Staat Qi. Als dieser 221 v. Chr. als letzter der früheren Zhou-Lehensstaaten von Qin annektiert wurde und Kaiser Ying Zheng das Reich in 36 Kommandanturen einteilte, wurde das Gebiet der Kommandantur Jiaodong (胶东郡) zugeteilt, wo es auch während der Han-Dynastie (206 v. Chr. – 220 n. Chr.) blieb. Danach wurde die Gegend der Kommandantur Donglai (东莱郡) unterstellt, dem heutigen Laizhou. Nachdem Zhu Yuanzhang das Land 1368 von den Mongolen befreit und die Ming-Dynastie gegründet hatte, errichtete er im heutigen Penglai die Präfektur Dengzhou (登州府). Unter dem Eindruck der ständig zunehmenden Überfälle japanischer Wokou-Banditen wurden ab 1380 entlang der chinesischen Küste zahlreiche große Festungen (卫, Pinyin Wèi) und Küstenwachstationen (所, Pinyin Suǒ) errichtet,
darunter ab 1398 die Festung Dasong (大嵩卫),
die 1734, während der Qing-Dynastie, in Haiyang umbenannt wurde. Ein Jahr später wurde das der Festung unterstehende Gebiet zum Kreis erhoben; der Amtssitz des Landrats befand sich im heutigen Straßenviertel Fengcheng.
Am 29. April 1996 wurde Haiyang in eine kreisfreie Stadt umgewandelt.

## Administrative Gliederung
Haiyang setzt sich aus vier Straßenvierteln und zehn Großgemeinden zusammen. Diese sind:
| Straßenviertel Dongcun (东村街道); Straßenviertel Fangyuan (方圆街道), Sitz der Stadtregierung; Straßenviertel Fengcheng (凤城街道); Straßenviertel Longshan (龙山街道); Großgemeinde Ershilidian (二十里店镇); Großgemeinde Facheng (发城镇); Großgemeinde Guocheng (郭城镇); | Großgemeinde Liugezhuang (留格庄镇); Großgemeinde Panshidian (盘石店镇); Großgemeinde Xiaoji (小纪镇); Großgemeinde Xin’an (辛安镇); Großgemeinde Xingcun (行村镇); Großgemeinde Xujiadian (徐家店镇); Großgemeinde Zhuwu (朱吴镇). |

## Wirtschaft
Auf der Halbinsel Daozili (岛子里) der Großgemeinde Liugezhuang befindet sich das am 22. Oktober 2018 in Betrieb gegangene Kernkraftwerk Haiyang (山东海阳核电厂), für das im Industriepark Kernkarftwerksausrüstung (核电装备制造工业园区) auf einem ursprünglich zum Straßenviertel Fengcheng gehörenden und nun direkt der Stadt Haiyang unterstehenden Gelände Komponenten hergestellt werden.
In Fengcheng befindet sich der Ostchinesische Raumfahrthafen, ein von der Stadt gemeinsam mit der China Aerospace Science and Technology Corporation betriebener Industriepark mit der Möglichkeit für Seestarts von kleineren Raketen.

## Verkehrsanbindung

### Land und Luft
In der Großgemeinde Xujiadian wurde ab dem 16. März 2014 der Nordbahnhof von Haiyang (海阳北站) gebaut und am 26. Dezember 2014, gut ein halbes Jahr später, in Betrieb genommen. Der etwas über 40 km vom Stadtzentrum entfernte Bahnhof kann über die Staatsstraße 306 in etwa einer Stunde erreicht werden. Er liegt an der Nahverkehrsstrecke Qingdao–Rongcheng, es halten dort aber auch Hochgeschwindigkeitszüge der Verbindungen Rongcheng–Shanghai, Rongcheng–Peking und Yantai–Peking.
Etwa 2 km weiter östlich liegt der ab 1953 gebaute und 1956 in Betrieb genommene alte Bahnhof von Haiyang (海阳站). Dieser wurde am 1. November 2018 in „Bahnhof Xujiadian“ (徐家店站) umbenannt.
Der Bahnhof Xujiadian liegt an der Nahverkehrsstrecke Lancun–Yantai und war bis zur Inbetriebnahme des Nordbahnhofs der einzige Bahnhof der Stadt. Ende 2001 wurde der zweigleisige Betrieb aufgenommen,
und seit Ende August 2010 ist die Strecke elektrifiziert, was eine Geschwindigkeitserhöhung von 80 auf 120 km/h ermöglichte.
Über die Provinzautobahn S11 ist Haiyang mit Yantai verbunden, außerdem über die Provinzautobahn S24 mit Weihai im Nordosten und Qingdao im Südwesten.
Der etwa eine Autostunde entfernte Flughafen Qingdao-Liuting wird zwar primär für innerchinesische Flüge genutzt, es besteht aber unter anderem auch eine Direktverbindung nach Frankfurt. Der Bau des Qingdao Jiaodong International Airport hatte sich durch die COVID-19-Pandemie verzögert, am 25. März 2020 wurden die Bauarbeiten an dem zu diesem Zeitpunkt bereits weitgehend fertiggestellten Flughafen aber wieder aufgenommen.

### See
Der Frachthafen von Haiyang (海阳港区) im Straßenviertel Fengcheng untersteht verwaltungsmäßig dem Hafen von Yantai (烟台港). Im Durchschnitt herrscht dort an 17 Tagen im Jahr die Schifffahrt behindernder Nebel, meist zwischen März und Juli. Die Temperatur im Hafen schwankt zwischen 4,5 °C im Januar und 24,8 °C im August; die Durchschnittstemperatur liegt bei 11,2 °C. Etwas mehr als die Hälfte der jährlichen Niederschläge von 866 mm fallen während der monsunbedingten Regenzeit im Juli/August. Die Zufahrt zum Hafen erfolgt über eine 4 km lange, beidseitig mit Leuchtbojen markierte Fahrrinne, die überall mindestens 6 m tief ist. Der Hafen selbst verfügt über zwei Portalkräne und 12 fahrbare Ladekräne, mit denen Lasten von bis zu 10 t bewegt werden können. Es gibt dort eine Lagerhalle mit einer Grundfläche von 930 m² sowie 7600 m² Lagerfläche im Freien für Kohle, Holz etc.
Anfang Januar 2020 wurde der Hafen für ausländische Schiffe geöffnet.
Der auf dem Laolongtou-Riff (老龙头滩礁) errichtete Hafen verfügt mittlerweile über eine Kailänge von insgesamt 680 m, mit vier Anlegeplätzen: einen für Schiffe der 3000-Tonnen-Klasse und einen für Schiffe der 5000-Tonnen-Klasse mit jeweils 8 m Wassertiefe sowie zwei Anlageplätze für Schiffe der 10.000-Tonnen-Klasse mit jeweils 9,5 m Wassertiefe. Er ist für einen jährlichen Umschlag von 1,5 Millionen Tonnen ausgelegt.
36° 40′ 47,2″ N, 121° 14′ 19,4″ O

## Persönlichkeiten
- Sun Shaocheng (* 1960), Politiker